# Southwest Chief
Il Southwest Chief (in precedenza chiamato Southwest Limited e Super Chief) è un treno passeggeri a lunga distanza operato da Amtrak su una tratta di 3 645 km che collegano Chicago, in Illinois, con Los Angeles in California attraverso il Midwest ed il Sud-ovest passando per Kansas City (Missouri), Albuquerque (Nuovo Messico) e Flagstaff (Arizona). Amtrak definisce la linea una delle più panoramiche, con vista sul Deserto Dipinto e sulle cime rosse di Sedona, oltre alle pianure di Iowa, Kansas e Colorado.
Nell'anno fiscale 2019 il Southwest Chief trasportò 338 180 passeggeri, in aumento del 2,1% rispetto al 2018. Il ricavo sulla tratta nel 2018 è stato di 43 184 176 dollari, in decrescita del 3,8% sul 2017.

## Storia

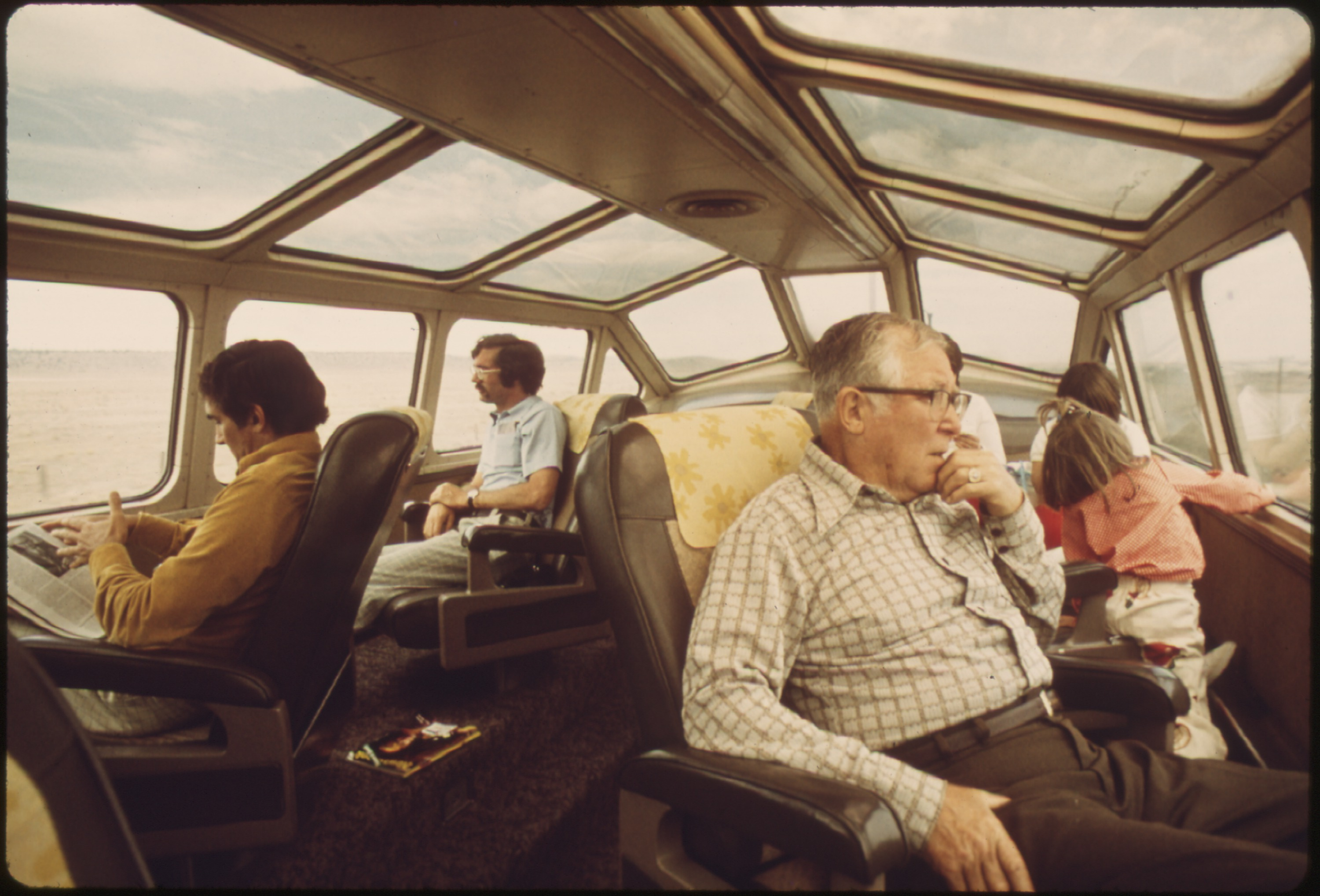
Carrozza panoramica del Southwest Limited, 1974. Fotografia di Charles O'Rear.

Il Southwest Chief è il successore del Super Chief, inaugurato nel 1936 come servizio di punta della Atchison, Topeka and Santa Fe Railway. Per gran parte della propria esistenza fu costituito solamente da vagoni letto. La Santa Fe unì il Super Chief con la sua controparte dotata di vagoni viaggiatori, El Capitan, nel 1958. Il servizio risultante fu noto come Super Chief/El Capitan, ma mantenne il numero del treno utilizzato dal Super Chief, cioè 17 per il treno diretto verso ovest, e 18 per quello verso est.
Amtrak mantenne il Super Chief/El Capitan anche dopo aver rilevato il servizio ferroviario passeggeri il 1º maggio 1971; nell'estate 1972 venne integrato dal Chief, riportando in vita il nome di un altro treno notte che operava sulla tratta Chicago-Los Angeles gestito da Santa Fe. Amtrak abbreviò il nome a solamente Super Chief nel 1973 e il 7 marzo 1974 lo nominò Southwest Limited dopo che Santa Fe obbligò Amtrak ad abbandonare il brand Chief sui suoi ex treni, per via di una percepita diminuzione della qualità del servizio dopo la rilevazione da parte di Amtrak. A seguito di miglioramenti del servizio, Santa Fe permise Amtrak a cambiare nome in Southwest Chief il 28 ottobre 1984.
La parte occidentale del ramo di Pasadena fu convertito nella linea L (oro) negli anni '90, obbligando il Southwest Chief a raggiungere il ramo di San Bernardino tra Los Angeles e San Bernardino. Il treno diretto ad est venne modificato il 28 novembre 1993, sostituendo le fermate di Pasadena e Pomona con Fullerton. I treni diretti verso ovest vennero modificati il 15 gennaio 1994. Il 29 aprile 2002 venne aggiunta una fermata aggiuntiva a Riverside.
Nel periodo 1997-98 Amtrak operò il Southwest Chief in unione con il Capitol Limited tra Washington D.C. e Chicago. I due treni utilizzarono le stesse carrozze, e i passeggeri che viaggiavano su entrambi i treni potevano rimanere a bordo durante il percorso in sovrapposizione da Chicago. Annunciato in origine nel 1996, Amtrak pensò di denominare questa tratta National Chief e darle una numerazione ad hoc (15/16), ma né il nome né la numerazione vennero mai usati, e Amtrak abbandonò questa pratica nel maggio 1998.

### Incidenti
Il 2 ottobre 1979 il Southwest Limited deragliò a Lawrence (Kansas); sui 30 dipendenti e 147 passeggeri a bordo, due rimasero uccisi e 69 furono feriti; la causa fu l'eccessiva velocità in curva, e a causare l'incidente vi fu la scarsa conoscenza del percorso da parte degli ingegneri, e l'avvenuta rimozione di un segnale di riduzione della velocità durante la riparazione dei binari.
Il 9 agosto 1997 il Southwest Chief diretto verso est deragliò 5 miglia a nord-est di Kingman (Arizona), quando un ponte danneggiato da un'alluvione improvvisa crollò sotto il peso del treno che viaggiava a circa 145 km/h. Mentre la locomotiva di testa rimase sui binari, le tre locomotive a supporto, nove carrozze passeggeri e sette carrozze bagagli e postali deragliarono. Le carrozze rimasero in piedi e dei 325 passeggeri e membri dell'equipaggio a bordo, 154 rimasero feriti ma non vi furono vittime.
Il 16 ottobre 1999 il Southwest Chief diretto verso ovest subì un lieve deragliamento presso Ludlow (California) durante il terremoto di Hector Mine; tutte le carrozze rimasero in piedi, e quattro passeggeri rimasero feriti.
Il 14 marzo 2016 il Southwest Chief deragliò a 4,8 km da Cimarron in Kansas; 20 persone rimasero ferite sui 14 membri dell'equipaggio e 128 passeggeri. Gli investigatori determinarono che il treno era deragliato dopo che i binari erano stati disallineati da un camion che era scivolato da una collina.
Il 27 giugno 2022 il Southwest Chief diretto verso est deragliò dopo aver colpito un camion fermo ad un passaggio a livello presso Mendon, in Missouri. vi furono 3 morti e 150 feriti, sui 12 membri dell'equipaggio e 275 passeggeri; anche l'autista del camion fu tra le vittime.

## Percorso
Nel 1979 il tragitto del Southwest Chief tra Kansas City ed Emporia fu modificato per mantenere il servizio verso Topeka e Lawrence, che invece avrebbero perso il collegamento ferroviario quando il Texas Chief venne abolito.
Prima del 1996 il Southwest Chief operava in Illinois tra Chicago Union e Galesburg tramite la divisione Chillicothe di ATSF, fermando a Joliet, Streator e Chillicothe. Dopo l'unione della Burlington Northern con la Santa Fe nel 1996, BNSF costruì un collegamento a Cameron, che permise ai treni merci passeggeri di spostarsi dalla linea BN Mendota alla Chillicothe. Il Chief venne spostato sulla vecchia Burlington Northern passando per Naperville, Princeton e Mendota fino a Galesburg, condividendo la tratta con il California Zephyr, Illinois Zephyr e Carl Sandburg.
Nel gennaio 1994 il Southwest Chief fu modificato tra San Bernardino e Los Angeles sulla Southern Transcon, passando per Fullerton e Riverside. In precedenza, passava per Pasadena e Pomina tramite la linea Pasadena della Santa Fe, che venne chiusa a tutto il traffico quando un ponte sulla Interstate 210 venne danneggiato ad Arcadia dal terremoto di Northridge del 1994.
C'erano progetti di estensione del servizio a Pueblo e la connessione del futuro servizio ferroviario regionale del Front Range tra Denver e Pueblo. La linea avrebbe corso lungo gli ex binari della Colorado & Southern, collegandosi all'attuale tracciato a Trinidad. Un progetto più recente è di estendere un ramo della ferrovia a Colorado Springs passando per Pueblo.
Nel maggio 2022 l'Assemblea Generale del Missouri approvò un fondo di un milione di dollari per costruire una stazione intermedia per il Southwest Chief a Carrollton tra stazioni di Kansas City Union e La Plata.